# Jonatan Warschauer

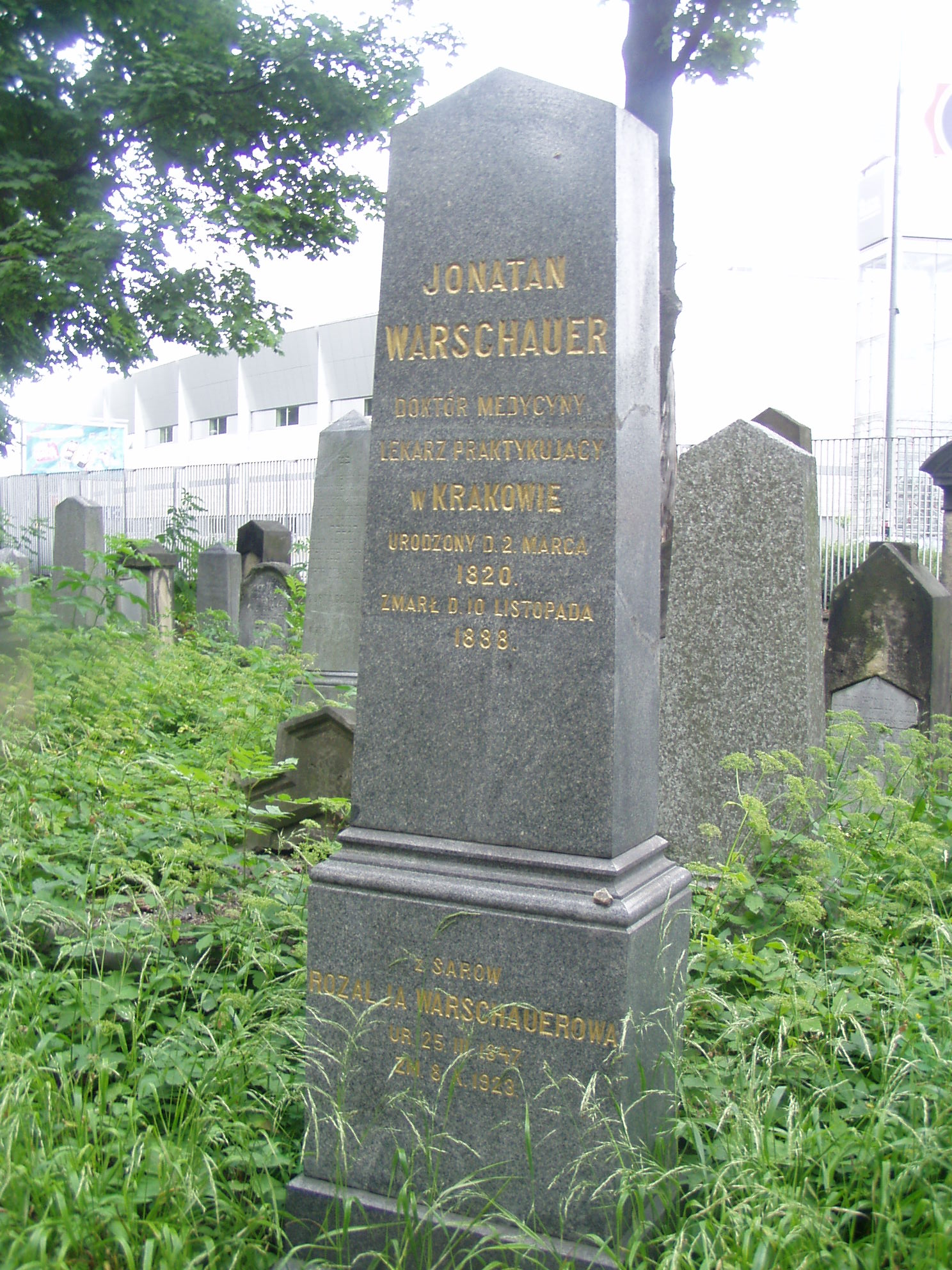
Grób Jonatana Warschauera na nowym cmentarzu żydowskim w Krakowie

Jonatan Warschauer (ur. 2 marca 1820, zm. 10 listopada 1888 w Krakowie) – polski lekarz żydowskiego pochodzenia związany z Krakowem.

## Życiorys
Po dwuletnim kształceniu w Gimnazjum św. Anny, w 1835 podjął studia na Wydziale Lekarskim Uniwersytetu Jagiellońskiego, na którym w 1843 uzyskał stopień doktora nauk medycznych. Przez całe życie mieszkał przy ulicy Ubogich na Kazimierzu i pracował w starym szpitalu żydowskim, pomagając najuboższym mieszkańcom Kazimierza.
Uczestnik powstania krakowskiego w 1846 oraz powstania wielkopolskiego w 1848. Popularyzator rozwijania polskich dążeń patriotycznych wśród ludności żydowskiej. Był członkiem Akademii Umiejętności i prezesem w 1880 Towarzystwa Lekarskiego. W 1848 został wybrany do Rady Miasta Krakowa (ponownie w 1866).
Na cześć zasług Jonatana Warschauera, jego nazwiskiem nazwano ulicę, dotychczas nazywaną Ubogich. Został pochowany na nowym cmentarzu żydowskim przy ulicy Miodowej w Krakowie.